# Bongokuhle Hlongwane
Bongokuhle Hlongwane, né le 20 juin 2000 en Afrique du Sud, est un footballeur international sud-africain jouant au poste d'avant-centre à Minnesota United en MLS.

## Biographie

### Jeunesse et formation
Né en Afrique du Sud, Bongokuhle Hlongwane grandit à KwaNxamalala, un village du KwaZulu-Natal non loin de Pietermaritzburg. Issu d'une famille impliquée dans le football local, il joue très jeune à ce sport dans les rues et rejoint même son père dans une équipe de niveau régional à l'âge de treize ans alors que son grand-père dirige quant à lui le club amateur local du Codesa FC.

### Parcours en club

#### Débuts avec Maritzburg United
À dix-sept ans, il rejoint l'académie de Maritzburg United, le club de la région évoluant en première division,. Il joue son premier match professionnel face aux Orlando Pirates le 24 avril 2019. Il est titularisé et son équipe s'incline par un but à zéro. Considéré comme l'un des joueurs les plus prometteurs du club, il est nommé pour le prix du meilleur jeune joueur du championnat sud-africain lors de la saison 2020-2021.
Alors qu'il est courtisé par deux des clubs les plus importants du pays, les Mamelodi Sundowns et les Orlando Pirates, Hlongwane prolonge son contrat avec Maritzburg United le 26 juillet 2021.

#### Nouvelle étape en MLS
Le 5 janvier 2022, Bongokuhle Hlongwane rejoint les États-Unis en s'engageant en faveur de Minnesota United, en Major League Soccer qui le signe comme son premier joueur avec le statut U22 Initiative. Il joue sa première rencontre avec les Loons le 26 février suivant, entrant en jeu en fin de match face au Union de Philadelphie (1-1),. Ce n'est cependant que le 23 juillet 2022 que Hlongwane inscrit son premier but avec son nouveau club, scellant une victoire 1-2 face au Dynamo de Houston après avoir délivré une passe décisive en première mi-temps,. Il dispute trente rencontres au cours de sa première saison et doit s'adapter au jeu nord-américain et aux exigences de son entraîneur anglais Adrian Heath, notamment aux replis défensifs demandés à un ailier comme lui.
Avec l'absence controversée d'Emanuel Reynoso en début d'exercice 2023, Hlongwane doit compenser l'influence du meneur de jeu argentin et dispose alors de plus grandes responsabilités. Auteur de six buts dans la première moitié de saison, c'est au cours de la Leagues Cup 2023 qu'il s'impose comme l'un des ailiers les plus menaçants de la ligue, inscrivant sept buts en cinq rencontres qui portent Minnesota United jusqu'en quarts de finale de la compétition et lui valent de rivaliser avec Lionel Messi pour l'honneur de meilleur buteur de la compétition,,.

### Parcours en sélection
Bien qu'il n'ait pas encore disputé la moindre rencontre professionnelle avec Maritzburg United, Bongokuhle Hlongwane est nommé dans une liste provisoire et élargie des moins de 20 ans pour la Coupe du monde organisée en Pologne en mai-juin 2019. Malgré ses débuts en Premier Soccer League en avril 2019, il n'est finalement pas retenu dans le groupe final dévoilé le 14 mai suivant,.
Bongokuhle Hlongwane honore sa première sélection avec la sélection sud-africaine à seulement dix-neuf ans le 28 juillet 2019, contre le Lesotho, entrant en jeu dans une défaite 3-2. Il inscrit son premier but en sélection le 10 juin 2021, à l'occasion d'un match amical contre l'Ouganda au cours duquel il est titulaire et participe à la victoire de son équipe par trois buts à deux. S'établissant progressivement en sélection nationale, Hlongwane marque un doublé lors d'une rencontre amicale face au Mozambique le 17 novembre 2022.

## Statistiques
| Saison                | Club                  | Championnat           | Championnat | Championnat | Championnat | Coupe(s) nationale(s) | Coupe(s) nationale(s) | Coupe(s) nationale(s) | Compétition(s) continentale(s) | Compétition(s) continentale(s) | Compétition(s) continentale(s) | Compétition(s) continentale(s) | Séries | Séries | Séries | Afrique du Sud | Afrique du Sud | Afrique du Sud | Total | Total | Total |
| Saison                | Club                  | Division              | M.          | B.          | P.d.        | M.                    | B.                    | P.d.                  | Comp.                          | M.                             | B.                             | P.d.                           | M.     | B.     | P.d.   | M.             | B.             | P.d.           | M.    | B.    | P.d.  |
| 2018-2019             | Maritzburg United     | PSL                   | 4           | 1           | 1           | 0                     | 0                     | 0                     | -                              | -                              | -                              | -                              | -      | -      | -      | -              | -              | -              | 4     | 1     | 1     |
| 2019-2020             | Maritzburg United     | PSL                   | 14          | 2           | 1           | 1                     | 0                     | 0                     | -                              | -                              | -                              | -                              | -      | -      | -      | 1              | 0              | 0              | 16    | 2     | 1     |
| 2020-2021             | Maritzburg United     | PSL                   | 20          | 3           | 2           | 2                     | 0                     | 1                     | -                              | -                              | -                              | -                              | -      | -      | -      | 1              | 1              | 0              | 23    | 4     | 3     |
| 2021-2022             | Maritzburg United     | PSL                   | 16          | 1           | 1           | 0                     | 0                     | 0                     | -                              | -                              | -                              | -                              | -      | -      | -      | 6              | 1              | 0              | 22    | 2     | 1     |
| Sous-total            | Sous-total            | Sous-total            | 54          | 7           | 5           | 3                     | 0                     | 1                     | -                              | -                              | -                              | -                              | -      | -      | -      | 8              | 2              | 0              | 65    | 9     | 6     |
| 2022                  | Minnesota United      | MLS                   | 29          | 2           | 4           | 3                     | 0                     | 0                     | -                              | -                              | -                              | -                              | 1      | 0      | 1      | 4              | 2              | 0              | 37    | 4     | 5     |
| 2023                  | Minnesota United      | MLS                   | 22          | 6           | 1           | 3                     | 2                     | 0                     | LCup                           | 5                              | 7                              | 0                              | -      | -      | -      | 3              | 0              | 0              | 33    | 15    | 1     |
| Sous-total            | Sous-total            | Sous-total            | 51          | 8           | 5           | 6                     | 2                     | 0                     | -                              | 5                              | 7                              | 0                              | 1      | 0      | 1      | 7              | 2              | 0              | 70    | 19    | 6     |
| Total sur la carrière | Total sur la carrière | Total sur la carrière | 150         | 5           | 10          | 9                     | 2                     | 1                     | -                              | 5                              | 7                              | 0                              | 1      | 0      | 1      | 15             | 4              | 0              | 180   | 18    | 12    |